# 悪貨 (小説)
『悪貨』（あっか）は、島田雅彦の小説。2010年6月22日に「講談社百周年記念書き下ろし100冊」の企画で、講談社から単行本が刊行された。2013年9月13日には講談社文庫版が発刊された。
2014年にWOWOWでテレビドラマ化された。2016年にAudibleでオーディオブック化された。

## 書籍情報
- 単行本：2010年6月24日発売[1]、講談社、ISBN 978-4-06-216248-7
- 文庫本：2013年9月13日発売[2]、講談社、ISBN 978-4-06-277633-2

## オーディオブック
2016年12月9日からAudibleにてオーディオブックがデータ配信されている。三好翼と佐藤恵による朗読で、収録時間は8時間32分。

## テレビドラマ
2014年11月23日から12月21日まで、WOWOWの連続ドラマW「日曜オリジナルドラマ」で放送された。全5回。主演は黒木メイサと及川光博、監督は権野元、脚本は渡辺千穂。

### キャスト
- 宮園 エリカ - 黒木メイサ
- 野々宮 冬彦 - 及川光博
- 島袋 一郎 - 林遣都
- 鉄幹 - 阿部力
- 郭解 - 石橋蓮司
- 池尻 睦朗 - 笹野高史
- 後藤 伸五 - 高橋克実
- 日笠 - 豊原功輔
- 張燕燕 - 冨樫真
- 島袋 洋平 - 大鷹明良
- 伊藤 - 迫田孝也
- 港 幸二 - 矢柴俊博
- 金森 モエ - 岡本杏理
- 金森 友次 - おかやまはじめ
- ジュン - 菊田大輔
- 里山 亮介 - 有薗芳記